# Avirex
Avirex è un'azienda di abbigliamento statunitense fondata nel 1975.

## Storia
Avirex nasce come azienda per la produzione di giubbotti nello stile di quelli indossati dai piloti dell'Aviazione Militare statunitense (USAAF) nella Seconda guerra mondiale. Tuttavia nel corso degli anni la produzione Avirex si espande anche alla moda "civile".
Il marchio conosce una certa popolarità nel corso degli anni ottanta, principalmente spinta dalla pubblicità portata all'azienda dal popolare film Top Gun del 1986, il cui protagonista, un pilota di F14, indossa giacche Avirex. In seguito anche altri celebri personaggi dello spettacolo, come Method Man, Dr. Dre e Bruce Willis, sono stati testimonial del marchio.
Dal 2000 l'azienda viene suddivisa in tre distaccamenti: in America (sotto il controllo della famiglia Clyman), in Giappone e in Europa.
Nel 2006 il marchio Avirex viene acquisito dalla Marc Ecko Enterprise, che disegna, produce e distribuisce moda giovanile, come abbigliamento sportivo e giubbotti di ispirazione hip hop.